# Фејет (Мисури)
Фејет (енгл. Fayette) град је у америчкој савезној држави Мисури.

## Демографија
По попису из 2010. године број становника је 2.688, што је 105 (-3,8%) становника мање него 2000. године.
| Група             | 2000.         | 2010.         |
| Белци             | 2.204 (78,9%) | 2.209 (82,2%) |
| Афроамериканци    | 512 (18,3%)   | 350 (13,0%)   |
| Азијати           | 6 (0,2%)      | 13 (0,5%)     |
| Хиспаноамериканци | 26 (0,9%)     | 59 (2,2%)     |
| Укупно            | 2.793         | 2.688         |